# Hainburg (Niemcy)
Hainburg – gmina w Niemczech, w kraju związkowym Hesja, w rejencji Darmstadt, w powiecie Offenbach.

## Współpraca
Miejscowości partnerskie:
- Alberndorf im Pulkautal, Austria
- Nakléřov, Czechy
- Petrovice u Chabařovic, Czechy
- Retz Austria
- Trumau, Austria
- Vernouillet, Francja